# Japanese Government Railways
Japanese Government Railways (JGR) es el término que hace referencia al sistema de ferrocarriles que fue operado por el Gobierno japonés hasta 1949. En español el nombre se traduciría como "Ferrocarriles del gobierno japonés". Fue el predecesor de los Ferrocarriles Nacionales Japoneses (JNR) y de los actuales Japan Railways (JR).

## Denominación
El término inglés "Japanese Government Railways" fue la denominación que el Ministerio de Ferrocarriles (鉄道省 Tetsudōshō?) de Japón utilizó para llamar a sus propios ferrocarriles del Ministerio (省線 shōsen?) y, a veces, al ministerio como un operador ferroviario. Otros denominaciones inglesas de los ferrocarriles gubernamentales incluyen las de Imperial Japanese Government Railways y Imperial Government Railways, términos que fueron utilizados principalmente antes de la creación del Ministerio de ferrocarriles en 1920.

## Historia

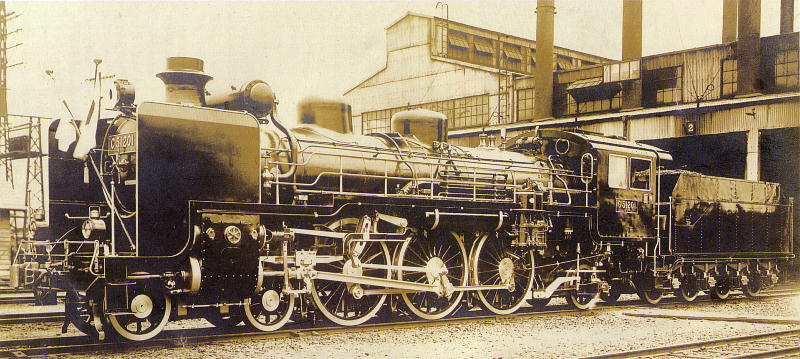
Locomotora "C51", decorada para llevar el tren imperial, en 1940.

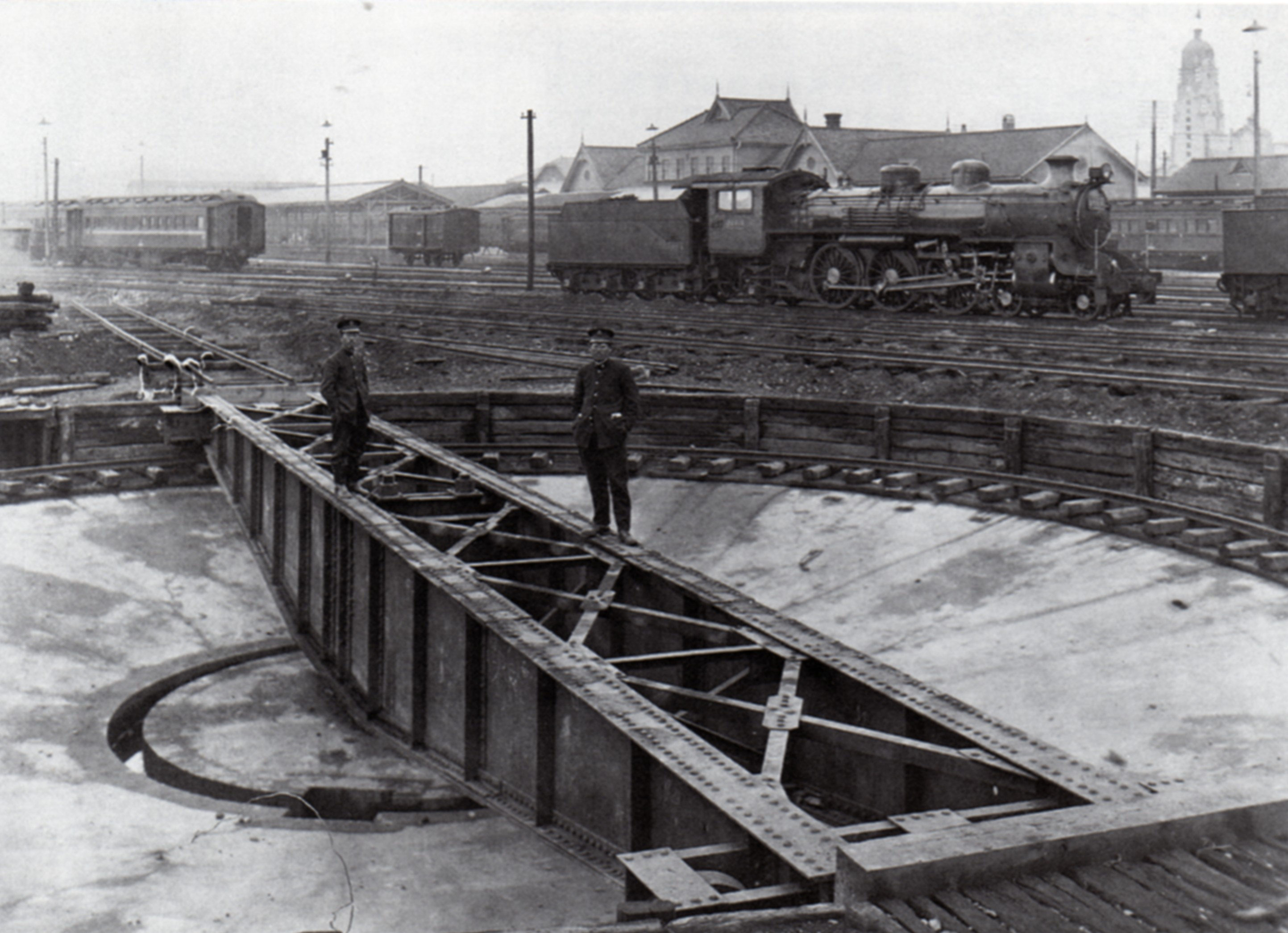
Locomotoras y parque de vías de la Estación de Sendai, a comienzos de la Era Shōwa.

El primer ferrocarril de Japón fue explotado por el gobierno imperial en 1872. Sin embargo, el control gubernamental sobre los ferrocarriles aumentó considerablemente a partir de la promulgación de la Ley de Nacionalización de Ferrocarriles en 1906, lo que llegaría al establecimiento del Ministerio de Ferrocarriles en 1920. Uno de los motivos que llevó al gobierno japonés a emprender la nacionalización de las líneas férreas principales fue el papel que estos habían tenido durante la guerra ruso-japonesa (1905-1905). No obstante, las líneas locales siguieron estando operadas por compañías privadas.
La expansión del ferrocarril fue muy importante durante los años 20 y años 30, a pesar de la incidencia de la Gran depresión a partir de 1929. De hecho, hacia 1935 el corredor ferroviario Tōkaidō ya se encontraba saturado por el gran tráfico que debía soportar, lo que en 1941 llevó al comienzo de las obras para una nueva línea ferroviaria. En 1944 la situación obligaría a suspender este proyecto.
Tras el comienzo de la segunda guerra sino-japonesa, en 1938 los ferrocarriles comenzaron su progresiva militarización para adaptarlos a las necesidades de la guerra. El 11 de octubre de 1942, con Japón ya metido en la Segunda Guerra Mundial, el Ministerio de ferrocarriles adoptó el sistema horario de 24 horas en el sistema de cronometraje de los trenes para su uso militar. Entre 1943 y 1944 se produjo una segunda ola de nacionalización de ferrocarriles y 22 compañías ferroviarias fueron adquiridas por el gobierno de forma forzosa, aunque en su mayoría se trataron de ferrocarriles industriales y locales. Debido a la guerra, de la que el país nipón ya empezaba a dar signos de agotamiento, se eliminaron un gran número de servicios ferroviarios para dedicarlos a transporte de tropas y material bélico, mientras que numerosas líneas férreas fueron suprimidas y desmontadas para aprovechar el metal. Aun así, en 1944 la JGR operaba sobre 20.056 kilómetros de vías y mantenía una plantilla de 524.700 empleados, aunque no todos ellos pertenecieran directamente a la compañía.
En 1949 la JGR fue reorganizada por las fuerzas de ocupación americana para convertirse en una corporación pública bajo control estatal y renombrada con el nombre de Ferrocarriles Nacionales Japoneses (JNR).

### Cronología
- 12 de junio de 1872: Apertura provisional del ferrocarril Tokio-Yokohama. La apertura oficial tiene lugar el 14 de octubre.
- 1 de octubre de 1907: Se completa la nacionalización de 17 ferrocarriles privados bajo la Ley de Nacionalización aprobada en 1906.
- 20 de diciembre de 1914: Apertura de la nueva Estación de Tokio.
- 1 de noviembre de 1925: Inauguración de la Línea Yamanote en Tokio.
- 1 de abril de 1943: Inclusión en el sistema nacional ferroviario de las líneas de la Prefectura de Karafuto.
- 2 de septiembre de 1945: Final de la Segunda Guerra Mundial; Los ferrocarriles nipones se hallan gravemente dañados por los bombardeos.
- 1 de febrero de 1946: La Karafuto, bajo ocupación soviética, es excluida oficialmente y queda integrada en los Ferrocarriles Soviéticos.
- 1 de junio de 1949: Establecimiento de los Ferrocarriles Nacionales Japoneses, que supone el final de la JGR.

### Operadores históricos
Antes del establecimiento de los Ferrocarriles Nacionales Japoneses como una corporación pública el 1 de junio de 1949, los Ferrocarriles del gobierno japonés fueron operados por distintos órganos administrativos, tal y como se muestran en la siguiente tabla. Los nombres de los departamentos administradores generalmente hacen referencia al "Departamento (sección, agencia) de ferrocarriles".
| Fecha de establecimiento | Ministerio                                                                 | Departamento                                      | Notas                                                                                                 |
| ------------------------ | -------------------------------------------------------------------------- | ------------------------------------------------- | --- |
| 19 - 04 - 1870           | Ministerio civil y de hacienda (民部大蔵省 Minbu-Ōkura-shō?)               | 鉄道掛 (Tetsudō-gakari)                           | Solo a cargo de la construcción.                                                                      |
| 06 - 08 - 1870           | Ministerio civil (民部省 Minbu-shō?)                                       | 鉄道掛 (Tetsudō-gakari)                           | Solo a cargo de la construcción.                                                                      |
| 12 - 12 - 1870           | Ministerio de industria (工部省 Kōbu-shō?)                                 | 鉄道掛 (Tetsudō-gakari)                           | Solo a cargo de la construcción.                                                                      |
| 28 - 09 - 1871           | Ministerio de industria (工部省 Kōbu-shō?)                                 | 鉄道寮 (Tetsudō-ryō)                              | Primer ferrocarril abierto en 1872.                                                                   |
| 11 - 01 - 1877           | Ministerio de industria (工部省 Kōbu-shō?)                                 | 鉄道局 (Tetsudō-kyoku)                            | |
| 22 - 12 - 1885           | Gobierno (内閣 Naikaku?)                                                   | 鉄道局 (Tetsudō-kyoku)                            | |
| 06 - 09 - 1890           | Ministerio del Interior (内務省 Naimu-shō?)                                | 鉄道庁 (Tetsudō-chō)                              | |
| 21 - 07 - 1892           | Ministerio de comunicaciones (逓信省 Teishin-shō?)                         | 鉄道庁 (Tetsudō-chō)                              | |
| 10 - 11 - 1893           | Ministerio de comunicaciones (逓信省 Teishin-shō?)                         | 鉄道局 (Tetsudō-kyoku)                            | |
| 18 - 08 - 1897           | Ministerio de comunicaciones (逓信省 Teishin-shō?)                         | 鉄道作業局 (Tetsudō-sagyō-kyoku)                  | El Tetsudō-kyoku se mantuvo como un órgano administrativo para los ferrocarriles privados hasta 1908. |
| 01 - 04 - 1907           | Ministerio de comunicaciones (逓信省 Teishin-shō?)                         | 帝国鉄道庁 (Teikoku-Tetsudō-chō)                  | El Tetsudō-kyoku se mantuvo como un órgano administrativo para los ferrocarriles privados hasta 1908. |
| 05 - 12 - 1908           | Cabinet (内閣 Naikaku?)                                                    | 鉄道院 (Tetsudō-in)                               | Los Ferrocarriles del gobierno eran denominados In-sen (院線?).                                       |
| 15 - 05 - 1920           | Ministerio de ferrocarriles (鉄道省 Tetsudō-shō?)                          | Ministerio de ferrocarriles (鉄道省 Tetsudō-shō?) | Los Ferrocarriles del gobierno eran denominados Shō-sen (省線?).                                      |
| 01 - 11 - 1943           | Ministerio de transportes y comunicaciones (運輸通信省 Un'yu-Tsūshin-shō?) | 鉄道総局 (Tetsudō-sōkyoku)                        | Los Ferrocarriles del gobierno eran denominados Shō-sen (省線?).                                      |
| 19 - 05 - 1945           | Ministerio de transportes (運輸省 Un'yu-shō?)                              | 鉄道総局 (Tetsudō-sōkyoku)                        | Los Ferrocarriles del gobierno eran denominados Shō-sen (省線?).                                      |

## Red
Mientras que la JGR se mantenía como la única y mayor operadora de líneas ferroviarias de larga y media distancia después de la nacionalización de ferrocarriles de 1906-1907, las líneas regionales se mantuvieron activas bajo explotación de las compañías privadas. Con el paso del tiempo, el número de kilómetros operados por la JGR creció enormemente: 122 km (1881), 887 km (1891), 1.323 km (1901), 7.838 km (1911), 10.436 km (1921), 14.574 km (1931) y 18.400 km (1941). En 1944 los Ferrocarriles gubernamentales alcanzaron el máximo con una red 20.056 kilómetros de vías.
Hasta el final de la Segunda Guerra Mundial en 1945, la JGR operaba en las islas de Honshū, Hokkaidō, Kyūshū, Shikoku y Karafuto. Sin embargo, los ferrocarriles de Taiwán y Corea (entonces territorios anexionados a Japón) estuvieron operadores por los departamentos de los Gobernadores-generales locales y no formaban parte de la red del gobierno.

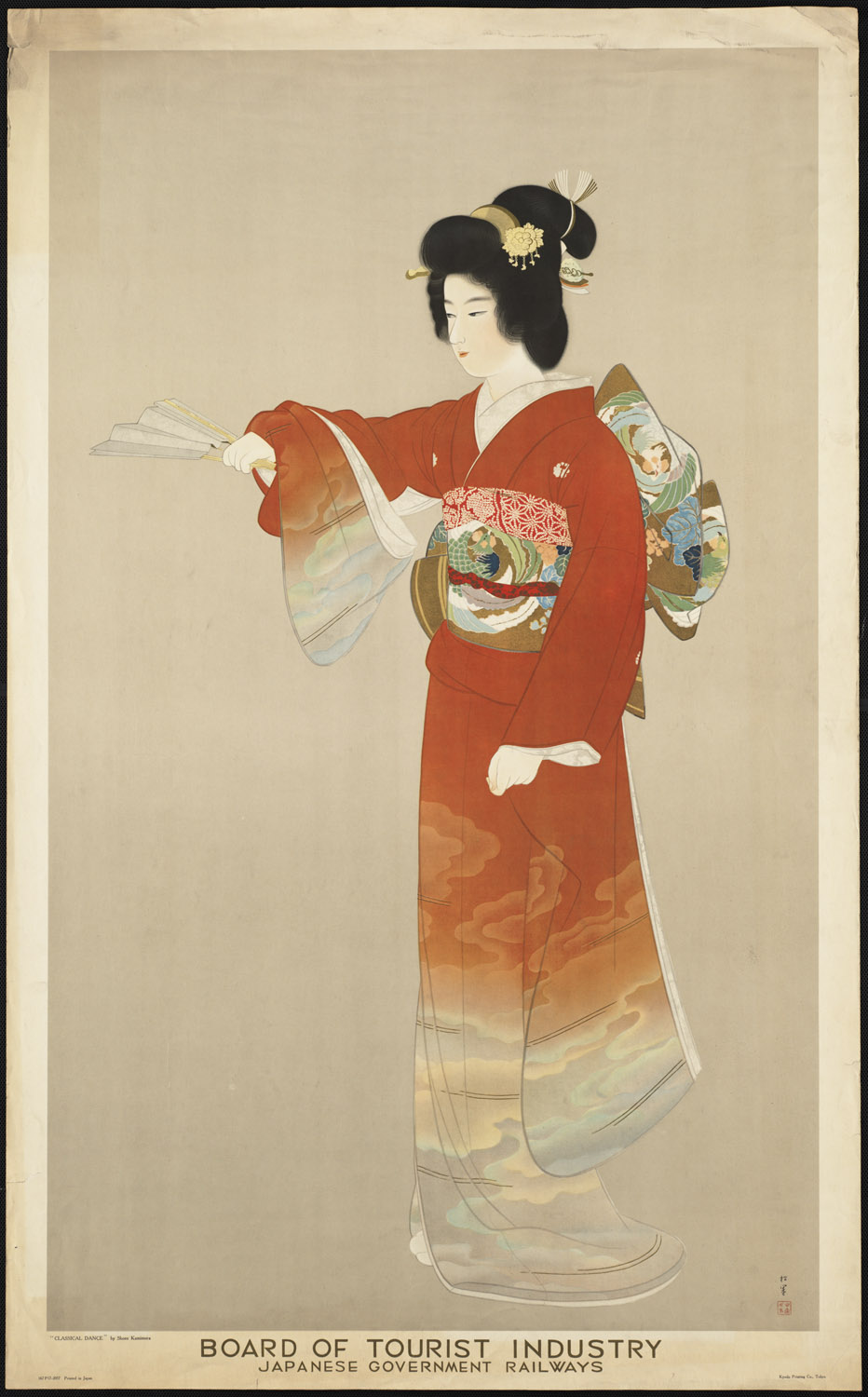
Póster turístico impreso por la agencia turística de la JGR.

## Agencia de turismo
Una de las funciones de la JGR fue la de atraer al turismo extranjero a Japón. Por ello, en 1930 el gobierno creó el Board of Tourist Industry (国際観光局 Kokusai Kankō Kyoku?) como una sección de los Ferrocarriles del gobierno japonés dedicada a la promoción del turismo. Esta agencia imprimió y distribuyó en el extranjero un gran número de imágenes, carteles y guías en inglés, además de alentar el desarrollo de hoteles vacacionales en el propio Japón. Fue disuelta en 1942, tras el comienzo de la guerra del Pacífico.